# هنري بيلي (لاعب رماية)
هنري بيلي (بالإنجليزية: Henry Bailey)‏ هو لاعب رماية أمريكي، ولد في 24 أبريل 1893 في مقاطعة كوليتون في الولايات المتحدة، وتوفي في 1 نوفمبر 1972 في والتربورو في الولايات المتحدة.

## وصلات خارجية
- هنري بيلي على موقع اللجنة الأولمبية الدولية (الإنجليزية)
- هنري بيلي على موقع أوليمبيديا (الإنجليزية)